# Pseudoleistes
Genre
Pseudoleistes est un genre d'oiseaux de la famille des Icteridae . Il contient deux espèces de passereaux. Pseudoleistes veut dire fausse sturnelle, mais c’est surtout le Carouge dragon qui ressemble à une sturnelle.

## Liste des espèces
D'après la classification de référence (version 5.2, 2015) du Congrès ornithologique international (ordre phylogénique) :
- Pseudoleistes virescens – Carouge dragon
- Pseudoleistes guirahuro – Carouge guirahuro

Le Carouge à tête rouge est désormais classé dans le genre Amblyramphus.